# Artur Sargsián
Artur Mélikovich Sargsián (in russo Артур Меликович Саргсян?; Kimry, 3 marzo 2000) è un lottatore russo, di discendenza armena, specializzato nella lotta greco-romana.

## Biografia
Ai mondiali di Oslo 2021 ha vinto la medaglia di bronzo, superando l'italiano Nik'oloz K'akhelashvili nella finale per il terzo gradino del podio.

## Palmarès
| Anno                                               | Manifestazione   | Sede     | Evento | Risultato | Note |
| -------------------------------------------------- | ---------------- | -------- | ------ | --------- | ---- |
| In rappresentanza della Russia                     |                  |          |        |           |      |
| 2015                                               | Mondiali cadetti | Sarajevo | 85 kg  | Oro       |      |
| 2017                                               | Europei junior   | Dortmund | 96 kg  | 5º        |      |
| 2017                                               | Mondiali junior  | Tampere  | 96 kg  | Argento   |      |
| 2018                                               | Europei junior   | Roma     | 97 kg  | Oro       |      |
| 2018                                               | Mondiali junior  | Trnava   | 97 kg  | Bronzo    |      |
| 2021                                               | Europei under 23 | Skopje   | 97 kg  | Oro       |      |
| In rappresentanza della Federazione russa di lotta |                  |          |        |           |      |
| 2021                                               | Mondiali         | Oslo     | 97 kg  | Bronzo    |      |